# 宮川一笑

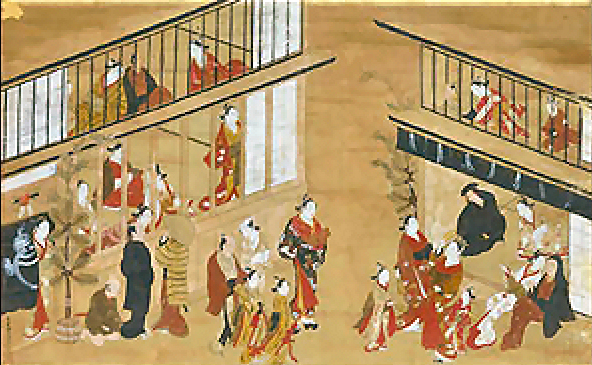
宮川一笑作品，無題

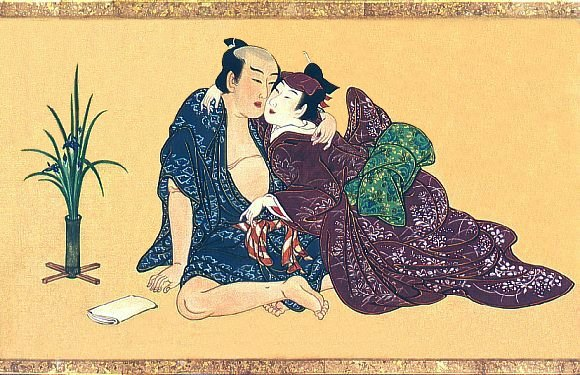
春宮系列

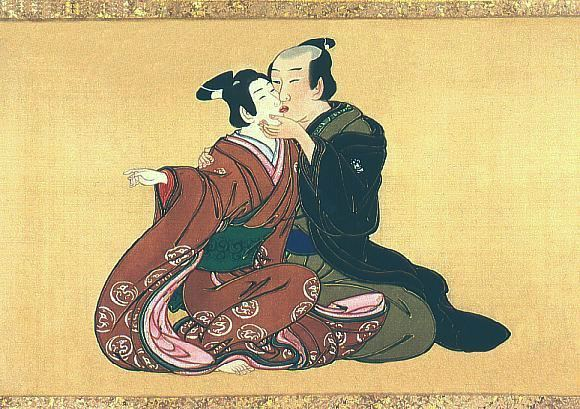
春宮系列

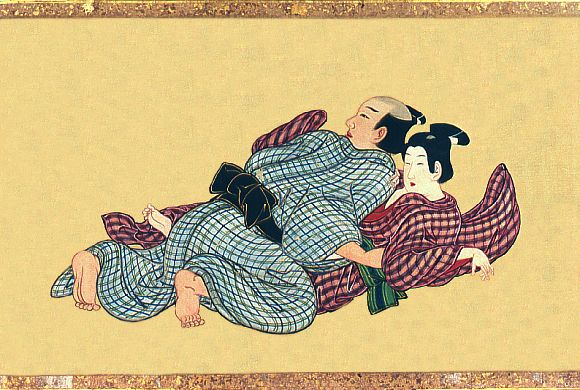
春宮系列

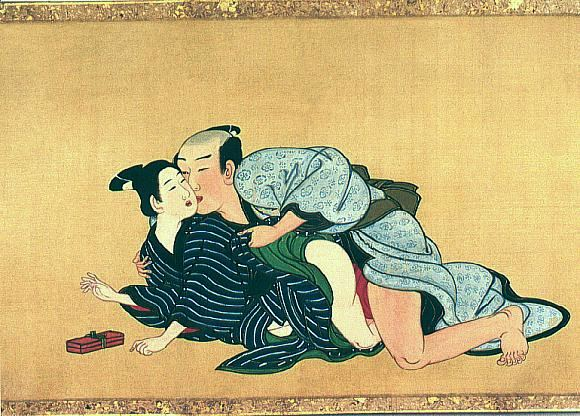
春宮系列

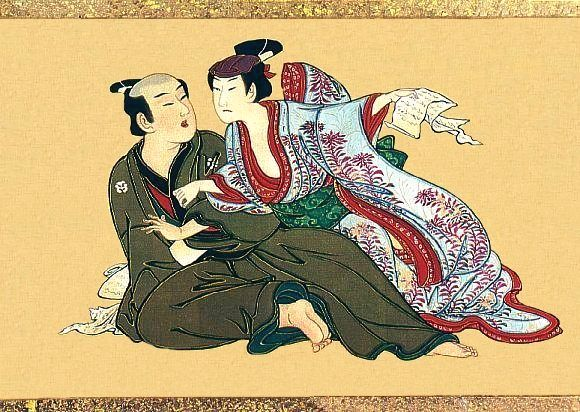
春宮系列

宮川一笑，（1682年—1752年） 日本浮世繪畫家。善畫美人，主要描繪歌舞伎演員、歌舞伎，相撲摔跤、和其它日本城市文化，又常畫春宮圖，作品有《柳下美人圖》。